# 와튼 젤리
와튼 젤리(substantia gelantinea funiculi umbilicalis) 혹은 와튼의 젤리는 탯줄이나 안구의 유리체(vitreous humour)의 안에 있는 뮤코다당류(히알루론산과 콘드로이틴황산염(chondroitin sulfate))로 구성된 젤라틴 물질이다. 와튼 젤리는 섬유아세포와 대식세포에도 포함되어있다. 배외 중배엽(extra-embryonic mesoderm)에서 유래되었다.